# Fritz Pütter
Fritz Pütter (ur. 14 stycznia 1895 w Karthaus koło Dülmen w Westfalii, zm. 10 sierpnia 1918 w Bonn) – as lotnictwa niemieckiego Luftstreitkräfte z 25 zwycięstwami w I wojnie światowej. Należał do grona Balloon Buster.
Po wybuchu I wojny światowej zgłosił się na ochotnika do armii 24 sierpnia 1914 roku. Razem z jednostką został skierowany na front wschodni. Wyróżnił się odwagą, za co został awansowany i przeniesiony do 370 Pułku Piechoty 12 października 1915 roku.
20 maja 1916 roku został przeniesiony do służby w lotnictwie. Został przydzielony do Fliegerersatz Abteilung Nr. 8 do Grudziądza.  Po ukończeniu kursu pilotażu 9 grudnia został skierowany do Fliegerabteilung 251.
9 marca 1917 roku został przeniesiony do Jagdstaffel 7. W eskadrze przebywał do 3 lutego 1918 roku uzyskując 10 zwycięstw powietrznych w tym 7 nad balonami obserwacyjnymi. Z Jasta 7 został przeniesiony na stanowisko dowódcy Jagdstaffel 68. Na stanowisku dowódcy przebywał do 16 lipca 1918 roku, uzyskując łącznie 25 potwierdzonych zwycięstw powietrznych. W dniu 31 maja 1918 roku został odznaczony Pour le Mérite. 16 lipca został ciężko ranny – w jego fokkerze nastąpił wybuch amunicji, a Pütter został poparzony pociskami zapalającymi. Zmarł w szpitalu w Bonn z odniesionych ran 10 sierpnia 1918 roku.

## Odznaczenia
- Pour le Mérite – 31 maja 1918
- Krzyż Żelazny I Klasy
- Krzyż Żelazny II Klasy